# Lagos (Nigeria)
Lagos is een stad in Nigeria. Met een officieel bevolkingsaantal van 14,86 miljoen is het na Kinshasa de grootste stad van Afrika, voorsteden niet meegerekend. 
In 1975 woonden er nog 1,9 miljoen mensen. 
In 2025 wordt de bevolking in de metropool van Lagos, Groot-Lagos, geschat op 21,3 miljoen mensen. De stad is daarmee uitgegroeid tot de 16e metropool op aarde.
Lagos was de hoofdstad van Nigeria tot 1991 totdat deze functie werd verplaatst naar Abuja. Lagos is het grootste economische centrum van Nigeria gebleven. De stad ligt in de gelijknamige staat. De meesten moeten er leven van minder dan één Amerikaanse dollar per dag.

## Geschiedenis
Lagos was oorspronkelijk een klein dorp, bekend als Eko, aan een van de weinige natuurlijke havens langs de Atlantische kust.
In 1472 werd het gebied aangedaan door de Portugese zeevaarder Rui de Sequeira, die het de naam Lago de Curamo gaf. Volgens een andere hypothese is de naam afkomstig van de stad Lagos in zuidelijk Portugal. In elk geval is de eigenlijke nederzetting pas in de 16e eeuw ontstaan als een oorlogskamp van het koninkrijk Benin, dat toen westwaarts uitbreidde. Tot de koloniale tijd zou Lagos formeel een vazal van Benin blijven, al had het eigen koningen (oba's). Behalve een grensversterking was het ook een regionaal handelscentrum, verbonden met inlandse waterwegen. Er werd in kruiden, ivoor en slaven gehandeld. Andreas Ulsheimer was er in 1604 voor de West-Indische Compagnie.
Vanaf de 18e eeuw werd Lagos een belangrijk centrum van slavenhandel. Omdat Oba Akitoye, die in 1841 aantrad, de slavenhandel wilde verbieden, moest hij plaats ruimen voor zijn broer Oba Kosoko. De afgezette koning zocht steun bij de Britten, die in die periode de Trans-Atlantische slavenhandel probeerden te onderdrukken. Aan boord van de vloot van de Royal Navy maakte hij de beschietingen van 26-28 december 1851 mee, die hem weer op de troon brachten. Op 1 januari 1852 sloot hij een verdrag, voor Groot-Brittannië ondertekend door John Beecroft, waarin hij zich ertoe verbond vrijheid te schenken aan de slaven en handelstoegang aan de Britten. De abolitie verliep echter moeizaam, want negen tiende van de bevolking van Lagos schijnt in die periode slaaf te zijn geweest.
In augustus 1861 werd Lagos een Brits protectoraat en het jaar daarop werd het ingelijfd als kolonie. In 1906 werd Lagos onderdeel van het Britse Southern Nigeria Protectorate.
Een van de grootste kerken van de wereld, de Faith Tabernacle, is sinds het einde van de 20e eeuw gevestigd in een van de voorsteden van Lagos, Ota. Deze kerk heeft meer dan 50.000 zitplaatsen.
In 2002 kwamen bij de munitieramp in Lagos meer dan 1000 mensen om het leven.

## Geografie
Lagos bestaat uit een uitgestrekt stedelijk gebied, geconcentreerd op enkele zeer dichtbevolkte eilanden en schiereilanden die in de Lagos Lagoon, een druk bevaren natuurlijke haven liggen. De belangrijkste (schier)eilanden zijn Lagos Island (Ikoyi) en Victoria. De rest van het stedelijk gebied, inclusief vele voorsteden, waaronder de hoofdstad van de staat Lagos, Ikeja en de belangrijke havenstad Apapa, ligt op het Afrikaanse vasteland.

## Infrastructuur
Het gemotoriseerde verkeer gaat door de drukte voortdurend langzaam, waardoor bijvoorbeeld een reis vanaf het Lagos Murtala Muhammed International Airport uren kan duren. De eilanden zijn verbonden met het vasteland door kilometerslange bruggen.
In september 2023 werd de eerste metrolijn van de stad voor het publiek geopend. Een traject van 13 kilometer is geopend tussen het stadsdeel op het vaste land en Lagos Island waar veel bedrijven zijn gevestigd. De "Blue Line Rail" werd in 1983 al aangekondigd als oplossing voor het fileprobleem en is nu met grote vertraging in dienst getreden. Er wordt nog gewerkt aan het deel met een lengte van 14 kilometer waarmee het totale netwerk 27 kilometer zal bedragen.

## Geboren in Lagos
- Tony Allen (1940-2020), muzikant
- Nojim Maiyegun (1941-2024), bokser
- Bola Tinubu (1952), politicus
- Bolaji Badejo (1953-1992), acteur en kunststudent
- Stephen Keshi (1962), voetballer
- Hakeem Olajuwon (1963), Amerikaans basketballer
- Peter Rufai (1963-2025), voetballer
- Uche Okechukwu (1967), voetballer
- Paula Udondek (1967), Nederlands actrice, tv-presentatrice, columniste en schrijfster (Nigeriaanse vader)
- Samantha Sprackling (1968), zangeres voor de bands Republica en N-Joi
- Taribo West (1974), voetballer
- Deji Aliu (1975), sprinter
- Florence Ekpo-Umoh (1977), Duits atlete
- Godfrey Nwankpa (1978), voetballer
- Chucks Nwoko (1978), Maltees-Nigeriaans voetballer
- Ekundayo Jayeoba (1980), voetballer
- Pius Ikedia (1980), voetballer
- Richard Eromoigbe (1984), voetballer
- Obafemi Martins (1984), voetballer
- Babs Olusanmokun (1984), Nigeriaans-Amerikaans acteur
- Oluwafemi Ajilore (1985), voetballer
- Razak Omotoyossi (1985-2025), Benins voetballer
- Eniola Aluko (1987), voetbalster
- Dele Adeleye (1988), voetballer
- Abiola Dauda (1988), voetballer
- Brown Ideye (1988), voetballer
- John Ogu (1988), voetballer
- Israel Adesanya (1989) MMA vechter
- Odion Ighalo (1989), voetballer
- Victor Moses (1990), voetballer
- Nnamdi Oduamadi (1990), voetballer
- Joel Obi (1991), voetballer
- Jerry Mbakogu (1992), voetballer
- Simeon Nwankwo (1992), voetballer
- Abdul Jeleel Ajagun (1993), voetballer
- John Felagha (1994-2020), voetballer
- Oghenekaro Etebo (1995), voetballer
- Alex Iwobi (1996), voetballer
- Wilfred Ndidi (1996), voetballer
- Arnaut Groeneveld (1997), Nederlands voetballer
- Chinwendu Ihezuo (1997), voetbalster
- Victor Osimhen (1998), voetballer
- Udoka Azubuike (1999), basketballer
- Emmanuel van de Blaak (2005), voetballer

## Galerij

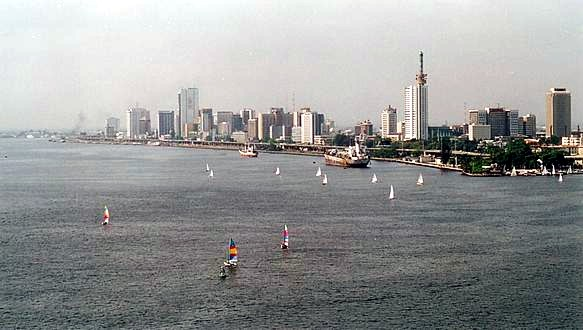
Lagos Island
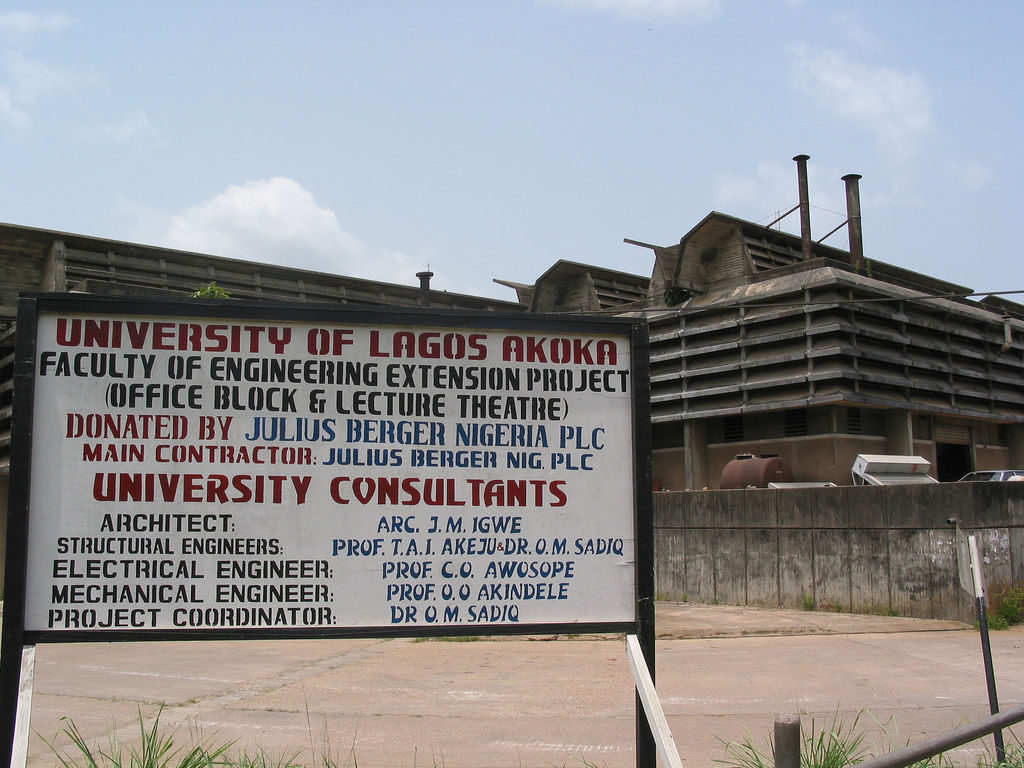
De universiteit van Lagos
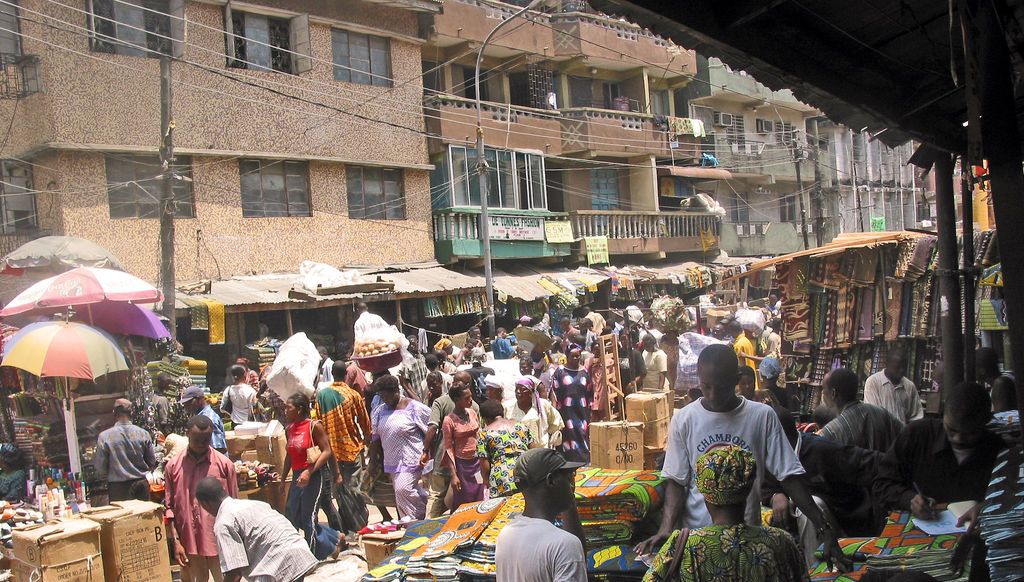
Markt in Lagos
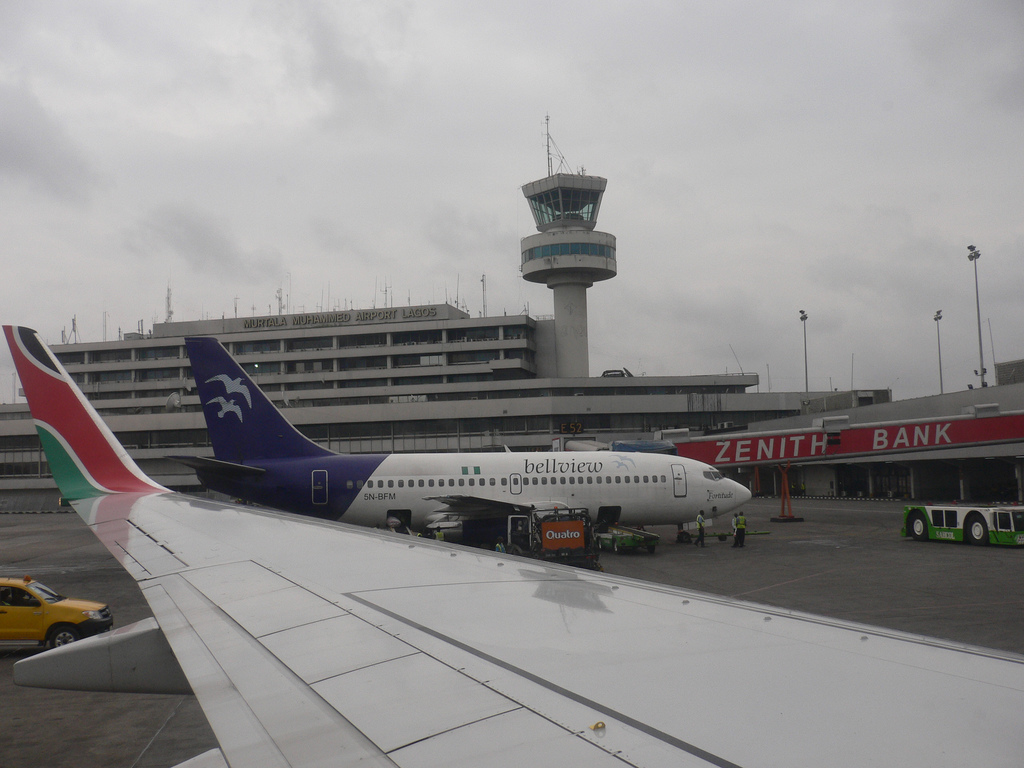
Murtala Muhammed International Airport